# 高知県道・愛媛県道4号宿毛津島線
高知県道・愛媛県道4号宿毛津島線（こうちけんどう・えひめけんどう4ごう すくもつしません）は、高知県宿毛市から愛媛県宇和島市に至る県道（主要地方道）である。

## 概要

### 路線データ
- 起点: 高知県宿毛市和田（和田交差点・国道56号交点）
- 終点: 愛媛県宇和島市津島町岩松（岩松交差点・国道56号交点）
- 新道: 宇和島市津島町岩淵 - 宇和島市津島町高田（宇和島道路津島高田IC北緯33度8分24.8秒 東経132度31分12.8秒）
- 路線延長 : 愛媛県側 20.1 km（うち、現道19.2 km）[1]
- 通行不能区間：なし

## 歴史
- 1993年（平成5年）5月11日 - 建設省から、県道宿毛津島線が宿毛津島線として主要地方道に指定される[2]。

## 路線状況

### 重複区間
- 国道56号（新道：愛媛県宇和島市津島町高田 地内）

### 道路施設

#### 道の駅
- 愛媛県
  - 津島やすらぎの里（宇和島市）

## 地理

### 通過する自治体
- 高知県
  - 宿毛市
- 愛媛県
  - 宇和島市

### 交差する道路
| 施設名     | 接続路線名                                    | 備考                  | 所在地                                                                                           |
| ---------- | --------------------------------------------- | --------------------- | ------------------------------------------------------------------------------------------------ |
| 和田交差点 | 国道56号                                      | 起点                  | 高知県宿毛市和田                                                                                 |
|            | 高知県道353号橋上平田線                       | 県道353号起点         | 高知県宿毛市橋上町橋上北緯32度58分31.8秒 東経132度45分59.4秒 / 北緯32.975500度 東経132.766500度  |
|            | 高知県道382号宿毛篠山公園線                   | 県道382号起点         | 高知県宿毛市橋上町楠山北緯33度3分30.2秒 東経132度41分17.55秒 / 北緯33.058389度 東経132.6882083度 |
|            |                                               |                       | 愛媛県・高知県境北緯33度5分21.7秒 東経132度40分11.1秒 / 北緯33.089361度 東経132.669750度         |
|            | 愛媛県道286号御内下畑池線                     | 県道286号起点         | 愛媛県宇和島市津島町御内北緯33度5分27.4秒 東経132度38分46秒 / 北緯33.090944度 東経132.64611度    |
|            | 愛媛県道319号御代ノ川清重線                   | 県道319号終点         | 愛媛県宇和島市津島町山財北緯33度7分9.1秒 東経132度33分55.4秒 / 北緯33.119194度 東経132.565389度  |
|            | 愛媛県道46号宇和島城辺線                      |                       | 愛媛県宇和島市津島町岩渕北緯33度7分20.1秒 東経132度32分52.9秒 / 北緯33.122250度 東経132.548028度 |
| 岩松交差点 | 国道56号 愛媛県道37号宇和島下波津島線（現道） | 終点 県道37号現道終点 | 愛媛県宇和島市津島町岩松                                                                         |

別線
- 国道56号
- E56 松山自動車道（宇和島道路）津島高田IC

### 沿線
- 松田川（起点付近から愛媛県宇和島市津島町御内の分水界まで並行）
- 篠山
- 土佐くろしお鉄道宿毛線 東宿毛駅
- 岩松川およびその支流（愛媛県宇和島市津島町御内の分水界から終点まで並行）

## ギャラリー

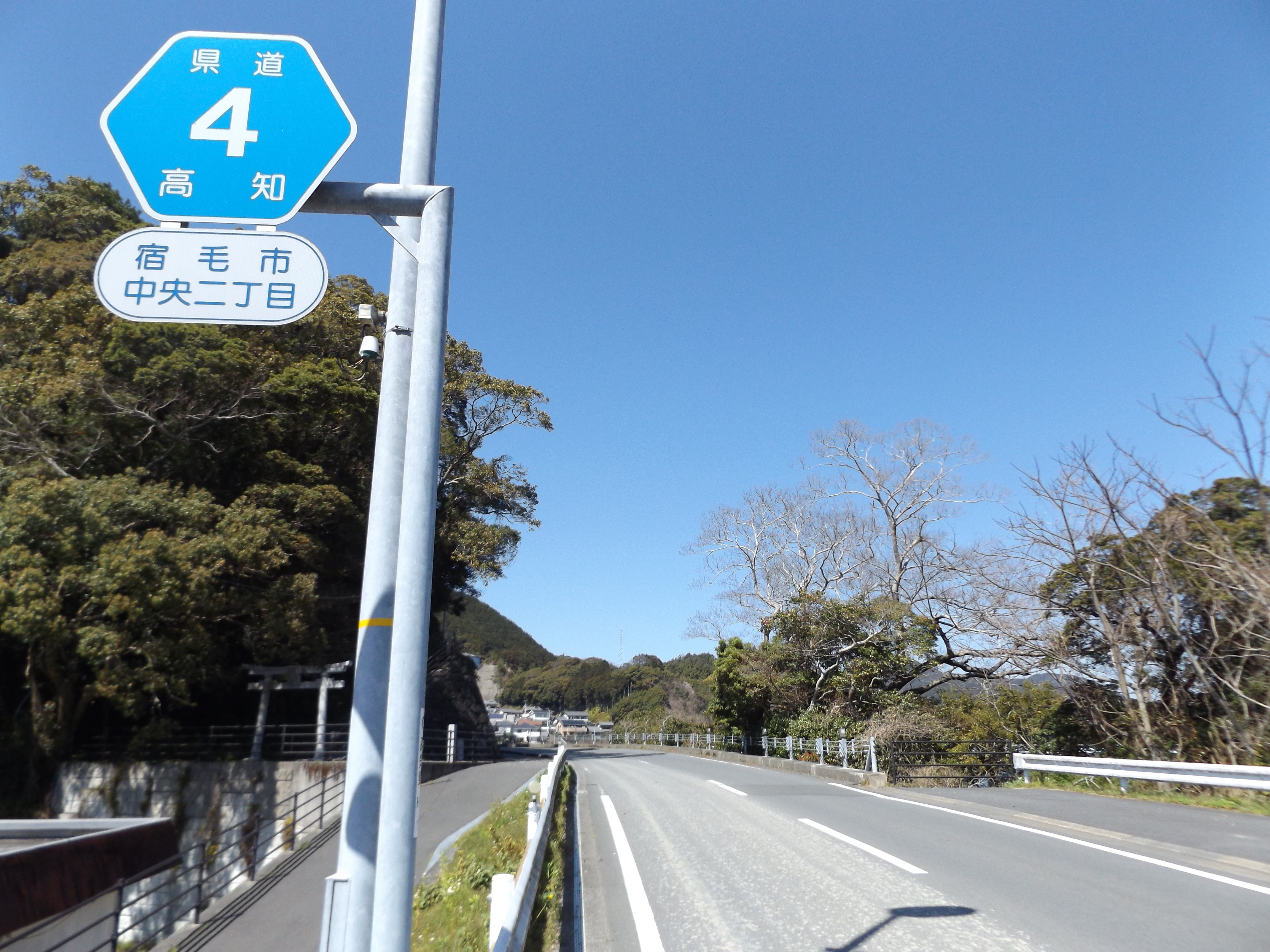
宿毛市、宿毛城（松田城）跡そば
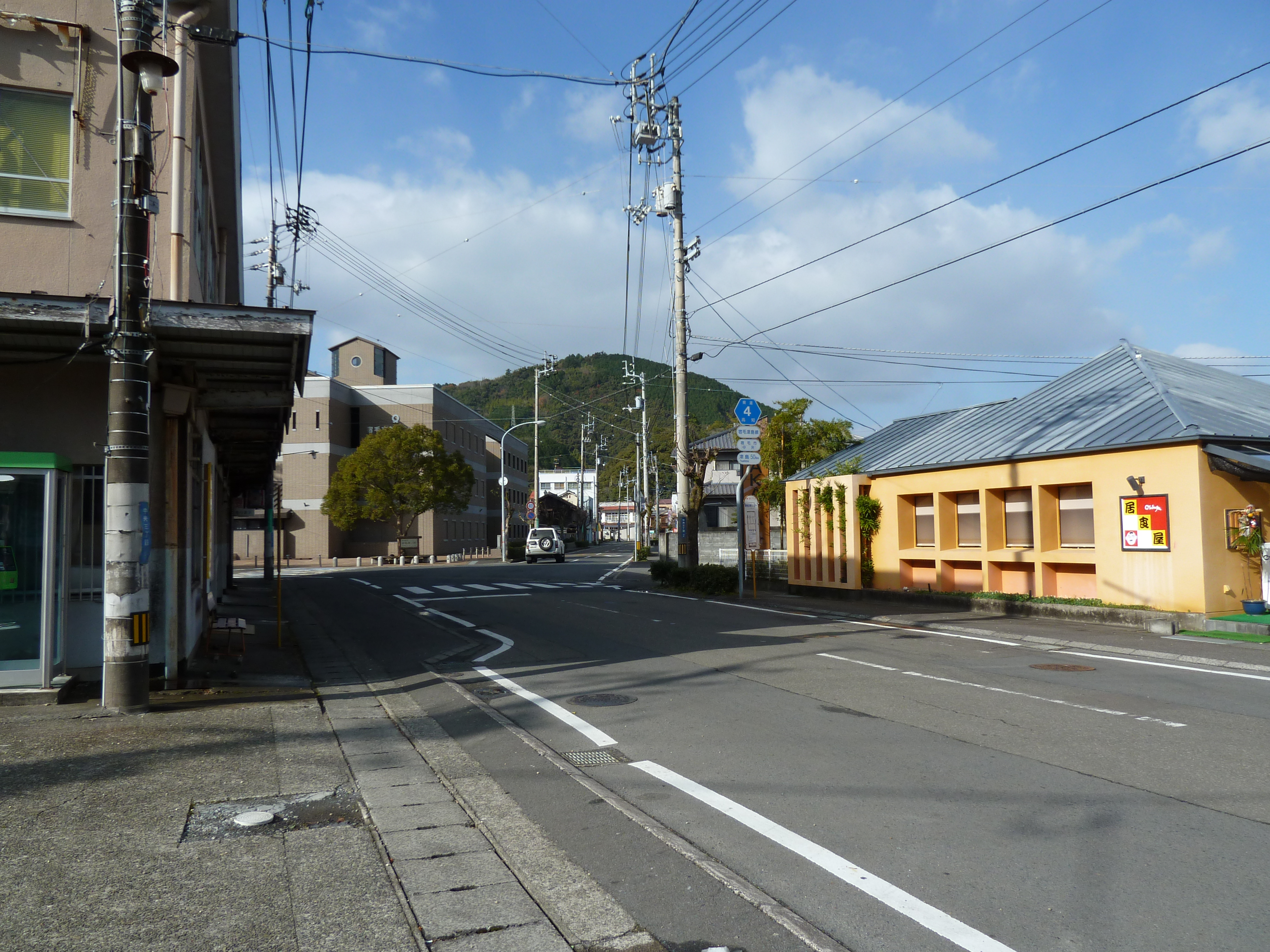
宿毛市中心部（宿毛文教センター付近）